# 湯普森 (康乃狄克州)
湯普森（英語：Thompson）是一個位於美國康乃狄克州溫德姆縣的城鎮。

## 地理
湯普森的座標為41°59′04″N 71°52′40″W / 41.98444°N 71.87778°W，而該地的平均海拔高度為143米（即469英尺）。

## 人口
根據2010年美國人口普查的數據，湯普森的面積為126.10平方千米，當中陸地面積為121.60平方千米，而水域面積為4.50平方千米。當地共有人口9458人，而人口密度為每平方千米75人。